# Gerd Greune
Gerd Greune (* 15. März 1949 in Hannover; † 24. August 2012 in Hamburg) war ein deutscher Friedensaktivist und Präsident des Institute for International Assistance and Solidarity (IFIAS).

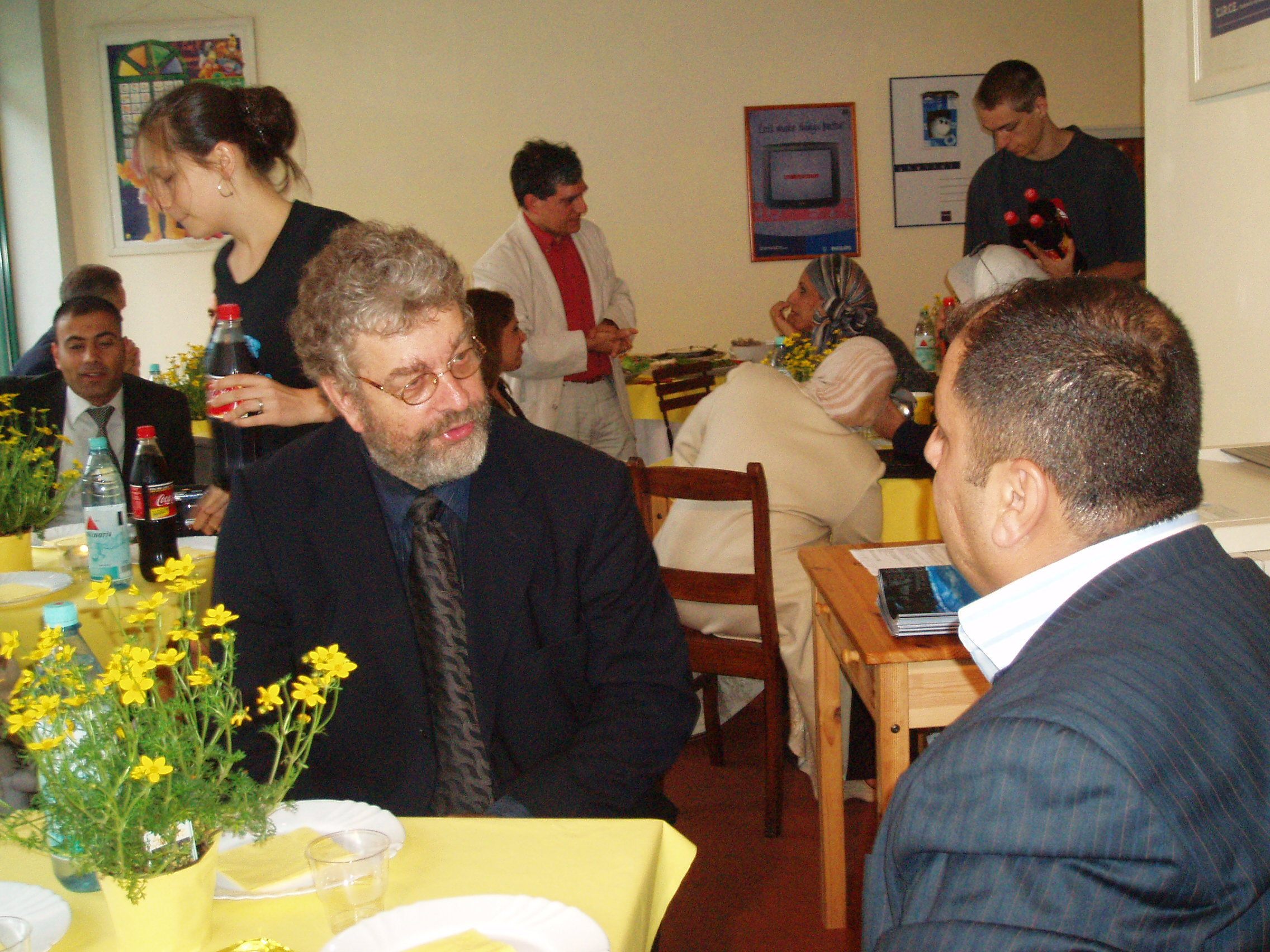
Gerd Greune bei einer Veranstaltung der IFIAS mit Journalisten in Brüssel 2007

Ursprünglich studierte Gerd Greune um Lehrer zu werden, interessierte sich jedoch bereits sehr bald für Politik. Das Recht auf eine gewissenhafte Verteidigung war das erste politische Thema, mit dem er sich beschäftigte, in der Folge kamen Themen wie Deutsche und Internationale Friedensbewegung oder die Stationierung von Kernwaffen in Europa und Atomwaffen allgemein hinzu. 1978 gründete er mit Karsten Voigt, Wolfgang Biermann u. a. im Rahmen der SPD die „Initiative für Frieden, internationalen Ausgleich und Sicherheit“, die das Thema Frieden auch in sozialdemokratischen Vorfeldorganisationen bearbeiten sollte. 1979 war Gerd Greune Mitbegründer des Europäischen Büros für Kriegsdienstverweigerung in Brüssel als Dachverband für nationale Zusammenschlüsse von Kriegsdienstverweigerern in den europäischen Ländern, um das Recht auf Kriegsdienstverweigerung, mit dem Vorbereitung oder Teilnahme an Krieg und anderen militärischen Aktivitäten abgelehnt wird, als grundlegendes Menschenrecht europaweit zu fördern. Er war Vorstandsmitglied und 1979–1981 Generalsekretär des Internationalen Friedensbüros (IPB, Genf) sowie während der 1970er und 1980er Jahre Mitglied des Bundesvorstands sowie Co-Bundesvorsitzender der Deutschen Friedensgesellschaft/Vereinigte KriegsdienstgegnerInnen (DFG-VK), der größten deutschen Friedensorganisation. 1985 war er Mitbegründer der Aktion AtomtestStop, zusammen mit Petra Kelly, Herta Däubler-Gmelin und anderen. Bis zu seinem Tode veröffentlichte er regelmäßig den aktuellen Stand der weltweiten atomaren Tests. Von 1986 bis 1997 war er als Berater von Sozialdemokratischen Politikern in Deutschland tätig. Ab 1993 war er europapolitischer Referent des SPD-Parteivorstands in Brüssel. 1997 gründete er zusammen mit seiner Frau das „Institute for international assistance and solidarity (IFIAS)“ Brüssel. Das Büro diente als Plattform für informelle Gespräche von Oppositionellen verschiedener Länder (Charta 97 aus Belarus, Exilregierung Tschetscheniens, oppositionelle Gewerkschaften und Parteien im Jugoslawien von Slobodan Milošević etc.) mit europäischen Politikern. Die IFIAS Brüssel führte mit Unterstützung der Europäischen Kommission eine große Anzahl von internationalen Menschenrechtsprojekten durch, so unter anderem in Tschetschenien (2000–2002), dem westlichen Balkan (1997–1999), der Südost Türkei (2005–2007), Bulgarien (2005–2007), Syrien (2005–2007), Palästina (2006–2008) und Belarus (2011–2013). Von 2000 bis 2004 war das Büro der IFIAS in Brüssel offizieller Vertreter der amerikanischen Medienorganisation INTERNEWS. Zuletzt, von 2008 bis zu seinem Tod, entwickelte Gerd Greune ein arabisches Medien-Internet-Netzwerk mit Partnern im Mittleren Osten.
Seine speziellen Interessen waren Menschenrechte, Pressefreiheit und Konfliktlösungen.
Gerd Greune hatte fünf Kinder.
| Personendaten    | Personendaten                                                                                              |
| ---------------- | --- |
| NAME             | Greune, Gerd                                                                                               |
| KURZBESCHREIBUNG | deutscher Friedensaktivist und Präsident des Institute for International Assistance and Solidarity (IFIAS) |
| GEBURTSDATUM     | 15. März 1949                                                                                              |
| GEBURTSORT       | Hannover                                                                                                   |
| STERBEDATUM      | 24. August 2012                                                                                            |
| STERBEORT        | Hamburg |